# Alvin and the Chipmunks (filmreeks)
De fictieve geanimeerde zanggroep Alvin and the Chipmunks gemaakt door Ross Bagdasarian is sinds hun debuut in acht lange films verschenen.

## Film

### Alvin and the Chipmunks (2007)
In een boomkwekerij vinden drie muzikaal ingestelde eekhoorns, Alvin (Justin Long), de ondeugende onruststoker, Simon (Matthew Gray Gubler), de slimme van het trio, en Theodore (Jesse McCartney) de mollige, lieve aardeekhoorn, hun boom gekapt en worden vervoerd naar Los Angeles. Daar ontmoeten ze de gefrustreerde songwriter David Seville (Jason Lee), en ondanks een slechte eerste indruk maken ze indruk op hem met hun zangtalent. Zowel mensen als aardeekhoorns zien de kans op succes en sluiten een pact voor hen om zijn liedjes te zingen. Die ambitie blijkt weliswaar een frustrerende strijd met het lastige trio, maar de droom komt toch uit. Dat succes presenteert echter zijn eigen beproevingen, aangezien hun gewetenloze platenbaas, Ian Hawke (David Cross), van plan is dit gezin uit elkaar te halen om de jongens uit te buiten. Kunnen Dave en de Chipmunks ontdekken wat ze echt waarderen te midden van de oppervlakkige glamour om hen heen?

### Alvin and the Chipmunks: The Squeakquel (2009)
Popsensaties Alvin (Justin Long), Simon (Matthew Gray Gubler) en Theodore (Jesse McCartney) komen terecht bij Dave Seville (Jason Lee) 's twintigjarige neef Toby (Zachary Levi). De jongens moeten muzieksterren opzij zetten om naar school terug te keren, en hebben de taak het muziekprogramma van de school te redden door de prijs van $ 25.000 te winnen in een strijd tussen de bands. Maar de Chipmunks ontmoeten onverwachts hun match in drie zingende chipmunks die bekend staan als The Chipettes: Brittany (Christina Applegate), Jeanette (Anna Faris) en Eleanor (Amy Poehler). Romantische en muzikale vonken worden ontstoken wanneer de Chipmunks en Chipettes vierkant zijn.

### Alvin and the Chipmunks: Chipwrecked (2011)
Dave (Jason Lee), de Chipmunks en de Chipettes genieten van plezier en kattenkwaad op een luxe cruise voordat hun zeevaartvakantie een onverwachte omweg maakt naar een onbekend eiland. Nu, hoe harder Alvin (Justin Long) en zijn vrienden zoeken naar een weg terug naar de beschaving, hoe duidelijker het wordt dat ze niet alleen zijn op dit afgelegen eilandparadijs.

### Alvin and the Chipmunks: The Road Chip (2015)
Door een reeks misverstanden gaan Alvin (Justin Long), Simon (Matthew Gray Gubler) en Theodore (Jesse McCartney) geloven dat Dave (Jason Lee) zijn nieuwe vriendin in Miami gaat voorstellen ... en ze dumpen. Ze hebben drie dagen om bij hem te komen en het voorstel te stoppen, waardoor ze niet alleen Dave verliezen, maar mogelijk ook een vreselijke stiefbroer.